# Iza Kała

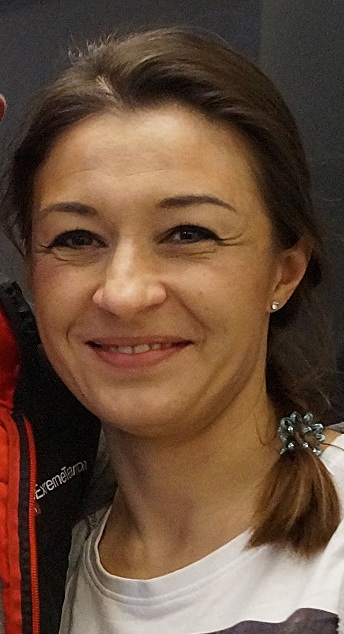
Iza Kała im Jahr 2020

Izabela "Iza" Kała (* 30. August 1980 in Breslau, Polen) ist eine polnische Schauspielerin.

## Leben
Iza Kała wurde 1980 in Breslau geboren und studierte ab dem Jahr 2000 Schauspiel an der Staatlichen Hochschule für Film, Fernsehen und Theater Łódź, wo sie 2004 ihren Abschluss machte. In den Jahren 2007 bis 2013 spielte sie am Polnischen Theater in Warschau. Iza Kała spielt auch in Film- und Fernsehproduktionen, wobei sie neben polnischen auch in deutschen Produktionen auftritt, so unter anderem im Tatort oder Polizeiruf 110.

## Filmografie
- 2009: Tatort: Mauerblümchen (Fernsehreihe)
- 2010: Ein starkes Team (Fernsehserie)
- 2023: Der Masuren-Krimi (Fernsehreihe, 1 Episode)
- 2025: Polizeiruf 110: Widerfahrnis (Fernsehreihe)